# Jean-Jacques Fiechter

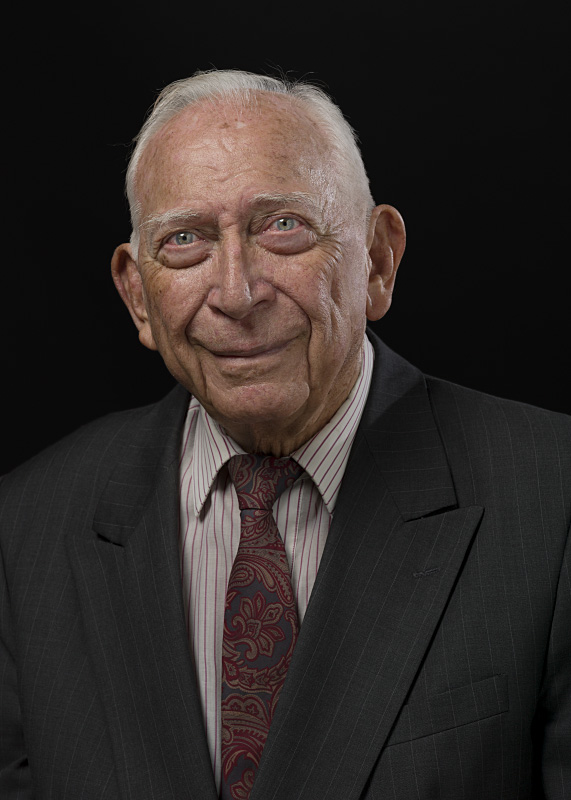
Jean-Jacques Fiechter (2015)

Jean-Jacques Fiechter (* 25. Mai 1927 in Alexandria, Ägypten; † 3. Mai 2022) war ein Schweizer Historiker und Schriftsteller. 

## Leben
Fiechter stammte aus einer Schweizer Familie und kam in Ägypten zur Welt. Sein Geschichtsstudium schloss er erfolgreich mit einer Promotion ab und wirkte anschliessend viele Jahre als Historiker. Ein Schwerpunkt seiner Arbeit war dabei die Französische Revolution samt ihrem Umfeld und ihren Auswirkungen. 
Nach seinem erfolgreichen Debüt als Schriftsteller liess er sich mit seiner Familie in der Nähe von Genf als freier Schriftsteller nieder. 
1994 gewann er den Grand prix de littérature policière für seinen Roman Tiré à part (dt. Manuskript mit Todesfolge).

## Werke (Auswahl)
Sachbücher
- Faussaires d’Egypte. Flammarion, Paris 2009, ISBN 978-2-0812-2088-1.
- Faux et faussaires en art égyptien. Julliard, Paris 2005, ISBN 2-260-01131-4.
- Le moisson des dieux. La constitution des grandes collections égyptiennes, 1815–1830. Julliard, Paris 1994, ISBN 2-260-01131-4.
- Le socialisme français. De l’affaire Dreyfus à la grande guerre. Droz, Genf 1965.

Belletristik
- Baron Peter Viktor von Besenval (1721–1791). Ein Solothurner am Hofe von Versailles („Le baron Pierre-Victor de Besenval“). Rothus-Verlag, Solothurn 1994, ISBN 3-9520410-1-7 (zusammen mit Andreas Fankhauser).
- L’Ambassade de Suisse à Paris, 1994 (zusammen mit Benno Schubiger. Vorwort von Edouard Brunner)
- Manuskript mit Todesfolge („Tiré à part“). Elster-Verlag, Baden-Baden 1994, ISBN 3-89151-212-0.
- Mykérinos. Le dieu englouti. Maisonneuve & Larose, Paris 2001, ISBN 2-7068-1488-8.
- Der verschollene Lorrain („L’ombre au tableau“). Elster-Verlag, Baden-Baden 1998, ISBN 3-89151-267-8.